# أجزاء حديثية
الأجزاء الحديثية وهي المصنفات المشتملة على الأحاديث المتعلقة في جانب من جوانب الدين الإسلامي أو باب من أبوابه، أو المصنفات التي اختصت في جمع الأحاديث المروية من طريق واحد، أو بجمع الأحاديث المتعلقة بموضوع واحد.  وهي مشابهة للمصنفات في متون الحديث ولكنها عموما أصغر حجما. وقد عرّف بعضهم الجزء بأنه: «تأليف الأحاديث المروية عن رجل واحد من الصحابة أو من بعدهم وقد يختارون من المطالب المذكورة في صفة الجامع مطلبا جزئيا يصنفون فيه مبسوطا وفوائد حديثية أيضا ووحدانيات وثنائيات إلى العشاريات وأربعونيات وثمانونيات والمائة والمائتان وما أشبه ذلك» 
ومن أهم المؤلفات في هذا الباب عند أهل السنة والجماعة:

مسند إسحاق بن راهويه، لهذا الكتاب أهمية كبرى حيث ضم عدداً كبيراً من الأحاديث النبوية المسندة بالإضافة إلى علو إسناده فهو متقدم على من صنف بعده من أصحاب الكتب الستة

- آداب الصحبة لأبي عبد الرحمن السلمي - المؤلف : محمد بن الحسين بن محمد بن موسى بن خالد بن سالم النيسابوري، أبو عبد الرحمن السلمي (المتوفى : 412هـ)
- أحكام العيدين - المؤلف : أبو بكر جعفر بن محمد بن الحسن بن المُسْتَفاض الفِرْيابِي (المتوفى : 301هـ)
- أخبار أصبهان - المؤلف : أبو نعيم أحمد بن عبد الله بن أحمد بن إسحاق بن موسى بن مهران الأصبهاني (المتوفى : 430هـ)
- أخبار المصحفين - المؤلف : أبو أحمد الحسن بن عبد الله العسكري (المتوفى : 382هـ)
- أخلاق العلماء - المؤلف : أبو بكر محمد بن الحسين بن عبد الله الآجُرِّيُّ البغدادي (المتوفى : 360هـ)
- أخلاق النبي - المؤلف : أبو محمد عبد الله بن محمد بن جعفر بن حيان الأنصاري المعروف بأبِي الشيخ الأصبهاني (المتوفى : 369هـ)
- أخلاق حملة القرآن - المؤلف : أبو بكر محمد بن الحسين بن عبد الله الآجُرِّيُّ البغدادي (المتوفى : 360هـ)
- إبطال الحيل - المؤلف : أبو عبد الله عبيد الله بن محمد بن محمد بن حمدان العُكْبَري المعروف بابن بَطَّة العكبري (المتوفى : 387هـ)
- إثبات صفة العلو - المؤلف : أبو محمد موفق الدين عبد الله بن أحمد بن محمد ، الشهير بابن قدامة المقدسي (المتوفى : 620هـ)
- اختلاف الحديث - المؤلف : أبو عبد الله محمد بن إدريس القرشي المطلبي، الشافعي المكي، (المتوفى : 204هـ)
- إصلاح المال - المؤلف : أبو بكر عبد الله بن محمد بن عبيد بن سفيان بن قيس البغدادي الأموي القرشي المعروف بابن أبي الدنيا (المتوفى : 281هـ)
- اعتلال القلوب - المؤلف : أبو بكر محمد بن جعفر بن محمد بن سهل بن شاكر الخرائطي (المتوفى : 327هـ)
- اقتضاء العلم العمل - المؤلف : أبو بكر أحمد بن علي بن ثابت بن أحمد بن مهدي الخطيب البغدادي (المتوفى : 463هـ)
- الآثار - المؤلف : أبو يوسف يعقوب بن إبراهيم بن حبيب بن سعد بن حبتة الأنصاري (المتوفى : 182هـ)
- الآثار - المؤلف : أبو عبد الله محمد بن الحسن بن فرقد الشيباني (المتوفى : 189هـ)
- الآداب - المؤلف : أحمد بن الحسين بن علي بن موسى الخُسْرَوْجِردي الخراساني، أبو بكر البيهقي (المتوفى : 458هـ)
- الأحاديث الطوال - المؤلف : سليمان بن أحمد بن أيوب بن مطير اللخمي الشامي، أبو القاسم الطبراني (المتوفى : 360هـ)
- الأدب - المؤلف : أبو بكر بن أبي شيبة، عبد الله بن محمد بن إبراهيم بن عثمان بن خواستي العبسي (المتوفى : 235هـ)
- الأدب المفرد - المؤلف : محمد بن إسماعيل بن إبراهيم بن المغيرة البخاري، أبو عبد الله (المتوفى : 256هـ)
- الأربعون الصغرى - المؤلف : أحمد بن الحسين بن علي بن موسى الخُسْرَوْجِردي الخراساني، أبو بكر البيهقي (المتوفى : 458هـ)
- الأربعون حديثا للآجري - المؤلف : أبو بكر محمد بن الحسين بن عبد الله الآجُرِّيُّ البغدادي (المتوفى : 360هـ)
- الأشربة - المؤلف : أبو عبد الله أحمد بن محمد بن حنبل بن هلال بن أسد الشيباني (المتوفى : 241هـ)
- الأمالي في آثار الصحابة - المؤلف : أبو بكر عبد الرزاق بن همام بن نافع الحميري اليماني الصنعاني (المتوفى : 211هـ)
- الأمثال - المؤلف : أبو محمد الحسن بن عبد الرحمن بن خلاد الرامهرمزي (المتوفى : 360هـ)
- الأمر بالمعروف والنهي عن المنكر - المؤلف : أبو بكر عبد الله بن محمد بن عبيد بن سفيان بن قيس البغدادي الأموي القرشي المعروف بابن أبي الدنيا (المتوفى : 281هـ)
- الأمر بالمعروف والنهي عن المنكر - المؤلف : أبو بكر أحمد بن محمد بن هارون بن يزيد الخَلَّال البغدادي الحنبلي (المتوفى : 311هـ)
- الأموال - المؤلف : أبو أحمد حميد بن مخلد بن قتيبة بن عبد الله الخرساني المعروف بابن زنجويه (المتوفى : 251هـ)
- الأموال - المؤلف : أبو عُبيد القاسم بن سلاّم بن عبد الله الهروي البغدادي (المتوفى : 224هـ)
- الأهوال - المؤلف : أبو بكر عبد الله بن محمد بن عبيد بن سفيان بن قيس البغدادي الأموي القرشي المعروف بابن أبي الدنيا (المتوفى : 281هـ)
- الأولياء - المؤلف : أبو بكر عبد الله بن محمد بن عبيد بن سفيان بن قيس البغدادي الأموي القرشي المعروف بابن أبي الدنيا (المتوفى : 281هـ)
- الإتحافات السنية بالأحاديث القدسية - المؤلف : محمد منير بن عبده أغا النقلي الدمشقي الأزهرى (المتوفى : 1367هـ)
- الإخلاص والنية - المؤلف : أبو بكر عبد الله بن محمد بن عبيد بن سفيان بن قيس البغدادي الأموي القرشي المعروف بابن أبي الدنيا (المتوفى : 281هـ)
- البدع - المؤلف : أبو عبد الله محمد بن وضاح بن بزيع المرواني (المتوفى : 286هـ)
- البر والصلة - المؤلف : أبو عبد الله الحسين بن الحسن بن حرب السلمي المروزي (المتوفى : 246هـ)
- الترغيب في فضائل الأعمال وثواب ذلك - المؤلف : أبو حفص عمر بن أحمد بن عثمان بن أحمد بن محمد بن أيوب بن أزداذ البغدادي المعروف بـ ابن شاهين (المتوفى : 385هـ)
- التوبيخ والتنبيه - المؤلف : أبو محمد عبد الله بن محمد بن جعفر بن حيان الأنصاري المعروف بأبِي الشيخ الأصبهاني (المتوفى : 369هـ)
- الجامع لأخلاق الراوي وآداب السامع - المؤلف : أبو بكر أحمد بن علي بن ثابت بن أحمد بن مهدي الخطيب البغدادي (المتوفى : 463هـ)
- جزء فيه من أحاديث الإمام أيوب السختياني - المؤلف : القاضي أبو إسحاق إسماعيل بن إسحاق بن إسماعيل بن حماد بن زيد الأزدي البصري ثم البغدادي المالكي الجهضمي (المتوفى : 282هـ)
- الجمعة وفضلها - المؤلف : أبو بكر أحمد بن علي بن سعيد بن إبراهيم الأموي المروزي (المتوفى : 292هـ)
- الجهاد - المؤلف : أبو بكر بن أبي عاصم وهو أحمد بن عمرو بن الضحاك بن مخلد الشيباني (المتوفى : 287هـ)
- الجهاد - المؤلف : أبو عبد الرحمن عبد الله بن المبارك بن واضح الحنظلي، التركي ثم المرْوزي (المتوفى : 181هـ)
- الدعاء - المؤلف : أبو عبد الرحمن محمد بن فضيل بن غزوان بن جرير الضبي مولاهم الكوفي (المتوفى : 195هـ)
- الدعاء - المؤلف : سليمان بن أحمد بن أيوب بن مطير اللخمي الشامي، أبو القاسم الطبراني (المتوفى : 360هـ)
- الزهد - المؤلف : محمد بن إدريس بن المنذر بن داود بن مهران الحنظلي الرازي (المتوفى : 277هـ)
- الزهد - المؤلف : أبو عبد الله أحمد بن محمد بن حنبل بن هلال بن أسد الشيباني (المتوفى : 241هـ)
- الزهد - المؤلف : أبو بكر بن أبي عاصم وهو أحمد بن عمرو بن الضحاك بن مخلد الشيباني (المتوفى : 287هـ)
- الزهد والرقائق  - المؤلف : أبو عبد الرحمن عبد الله بن المبارك بن واضح الحنظلي، التركي ثم المرْوزي (المتوفى : 181هـ)
- السنن المأثورة - المؤلف : أبو عبد الله محمد بن إدريس القرشي المطلبي، الشافعي المكي، (المتوفى : 204هـ)
- الطيوريات - المؤلف : أبو الحسين المبارك بن عبد الجبار الصيرفي الطيوري (المتوفى : 500هـ)
- كتاب العلم - المؤلف : أبو خيثمة زهير بن حرب النسائي (المتوفى : 234هـ)
- الفقيه والمتفقه - المؤلف : أبو بكر أحمد بن علي بن ثابت بن أحمد بن مهدي الخطيب البغدادي (المتوفى : 463هـ)
- المجالس العشرة - المؤلف : أبو محمد الحسن بن أبي طالب محمد بن الحسن بن على الخلال (المتوفى : 439هـ)
- المذكر والتذكير - المؤلف : أبو بكر بن أبي عاصم وهو أحمد بن عمرو بن الضحاك بن مخلد الشيباني (المتوفى : 287هـ)
- المستخرج على المستدرك - المؤلف: أبو الفضل زين الدين عبد الرحيم بن الحسين بن عبد الرحمن بن أبي بكر بن إبراهيم العراقي (المتوفى : 806هـ)
- المسند - المؤلف : أبو سعيد الهيثم بن كليب بن سريج بن معقل الشاشي البِنْكَثي (المتوفى : 335هـ)
- المفاريد - المؤلف : أبو يعلى أحمد بن علي بن المثُنى بن يحيى بن عيسى بن هلال التميمي، الموصلي (المتوفى : 307هـ)
- المنتقى - المؤلف : أبو محمد عبد الله بن علي بن الجارود النيسابوري (المتوفى : 307هـ)
- المنتقى من عمل اليوم والليلة - المؤلف : أبو عبد الرحمن أحمد بن شعيب بن علي الخراساني، النسائي (المتوفى : 303هـ)
- تثبيت الإمامة وترتيب الخلافة - المؤلف : أبو نعيم أحمد بن عبد الله بن أحمد بن إسحاق بن موسى بن مهران الأصبهاني (المتوفى : 430هـ)
- تعظيم قدر الصلاة - المؤلف : أبو عبد الله محمد بن نصر بن الحجاج المَرْوَزِي (المتوفى : 294هـ)
- تقييد العلم - المؤلف : أبو بكر أحمد بن علي بن ثابت بن أحمد بن مهدي الخطيب البغدادي (المتوفى : 463هـ)
- جامع بيان العلم وفضله - المؤلف : أبو عمر يوسف بن عبد الله بن محمد بن عبد البر بن عاصم النمري القرطبي (المتوفى : 463هـ)
- جزء البطاقة - المؤلف : حمزة بن محمد بن علي بن العباس، أبو القاسم الكناني (المتوفى : 357هـ)
- ذم الملاهي - المؤلف : أبو بكر عبد الله بن محمد بن عبيد بن سفيان بن قيس البغدادي الأموي القرشي المعروف بابن أبي الدنيا (المتوفى : 281هـ)
- رفع اليدين - المؤلف : البُخاري، أبو عبد الله (المتوفى : 256هـ)
- شرف أصحاب الحديث - المؤلف : أبو بكر أحمد بن علي بن ثابت بن أحمد بن مهدي الخطيب البغدادي (المتوفى : 463هـ)
- شعار أصحاب الحديث - المؤلف : أبو أحمد محمد بن محمد بن أحمد بن إسحاق النيسابوري الكرابيسي المعروف بالحاكم الكبير (المتوفى : 378هـ)
- صفة الجنة - المؤلف : أبو نعيم أحمد بن عبد الله بن أحمد بن إسحاق بن موسى بن مهران الأصبهاني (المتوفى : 430هـ)
- صفة الجنة - المؤلف : أبو بكر عبد الله بن محمد بن عبيد بن سفيان بن قيس البغدادي الأموي القرشي المعروف بابن أبي الدنيا (المتوفى : 281هـ)
- صفة النار - المؤلف : أبو بكر عبد الله بن محمد بن عبيد بن سفيان بن قيس البغدادي الأموي القرشي المعروف بابن أبي الدنيا (المتوفى : 281هـ)
- صفة النفاق وذم المنافقين - المؤلف : أبو بكر جعفر بن محمد بن الحسن بن المُسْتَفاض الفِرْيابِي (المتوفى : 301هـ)
- صلاة الوتر - المؤلف : أبو عبد الله محمد بن نصر بن الحجاج المَرْوَزِي (المتوفى : 294هـ)
- عمل اليوم والليلة - المؤلف : أحمد بن محمد بن إسحاق بن إبراهيم بن أسباط بن عبد الله بن إبراهيم بن بُدَيْح، الدِّيْنَوَريُّ، المعروف بـ " ابن السُّنِّي (المتوفى : 364هـ)
- فضائل الخلفاء الراشدين - المؤلف : أبو نعيم أحمد بن عبد الله بن أحمد بن إسحاق بن موسى بن مهران الأصبهاني (المتوفى : 430هـ)
- فضائل الصحابة - المؤلف : أبو عبد الله أحمد بن محمد بن حنبل بن هلال بن أسد الشيباني (المتوفى : 241هـ)
- فضائل الصحابة - المؤلف : أبو الحسن علي بن عمر بن أحمد بن مهدي بن مسعود بن النعمان بن دينار البغدادي الدارقطني (المتوفى : 385هـ)
- فضائل الصلاة - المؤلف : أبو نعيم الفضل بن عمرو بن حماد بن زهير بن درهم القرشي التيمي، المعروف بابن دُكَيْن (المتوفى : 219هـ)
- فضائل رمضان - المؤلف : أبو بكر عبد الله بن محمد بن عبيد بن سفيان بن قيس البغدادي الأموي القرشي المعروف بابن أبي الدنيا (المتوفى : 281هـ)
- فضائل عثمان بن عفان - المؤلف : أبو عبد الرحمن عبد الله بن أحمد بن محمد بن حنبل الشيباني (المتوفى : 290هـ)
- فضائل فاطمة - المؤلف : أبو حفص عمر بن أحمد بن عثمان بن أحمد بن محمد بن أيوب بن أزداذ البغدادي المعروف بـ ابن شاهين (المتوفى : 385هـ)
- قضاء الحوائج - المؤلف : أبو بكر عبد الله بن محمد بن عبيد بن سفيان بن قيس البغدادي الأموي القرشي المعروف بابن أبي الدنيا (المتوفى : 281هـ)
- مساوئ الأخلاق - المؤلف : أبو بكر محمد بن جعفر بن محمد بن سهل بن شاكر الخرائطي (المتوفى : 327هـ)
- مسند أبي بكر الصديق - المؤلف : أبو بكر أحمد بن علي بن سعيد بن إبراهيم الأموي المروزي (المتوفى : 292هـ)
- مسند أبي حنيفة - المؤلف : أبو نعيم أحمد بن عبد الله بن أحمد بن إسحاق بن موسى بن مهران الأصبهاني (المتوفى : 430هـ)
- مسند إسحاق بن راهويه - المؤلف : أبو يعقوب إسحاق بن إبراهيم بن مخلد بن إبراهيم الحنظلي المروزي المعروف بـ ابن راهويه (المتوفى : 238هـ)
- مسند ابن أبي شيبة - المؤلف : أبو بكر بن أبي شيبة ، عبد الله بن محمد بن إبراهيم بن عثمان بن خواستي العبسي (المتوفى : 235هـ)
- مسند ابن الجعد - المؤلف : علي بن الجَعْد بن عبيد الجَوْهَري البغدادي (المتوفى : 230هـ)
- مسند الروياني - المؤلف : أبو بكر محمد بن هارون الرُّوياني (المتوفى : 307هـ)
- مسند عائشة - المؤلف : أبو بكر عبد الله بن سليمان الاشعث ابن أبي داود السجستاني (المتوفى : 316هـ)
- مسند عبد الله بن المبارك - المؤلف : أبو عبد الرحمن عبد الله بن المبارك بن واضح الحنظلي، التركي ثم المرْوزي (المتوفى : 181هـ)
- مسند عمر بن الخطاب - المؤلف : أبو بكر أحمد بن سلمان بن الحسن بن إسرائيل بن يونس النجاد (المتوفى : 348هـ)
- معجم أبي يعلى الموصلي - المؤلف : أبو يعلى أحمد بن علي بن المثُنى بن يحيى بن عيسى بن هلال التميمي، الموصلي (المتوفى : 307هـ)
- معجم الصحابة - المؤلف : أبو الحسين عبد الباقي بن قانع بن مرزوق بن واثق الأموي (المتوفى : 351هـ)
- مكارم الأخلاق - المؤلف : أبو بكر عبد الله بن محمد بن عبيد بن سفيان بن قيس البغدادي الأموي القرشي المعروف بابن أبي الدنيا (المتوفى : 281هـ)
- مكارم الأخلاق - المؤلف : أبو بكر محمد بن جعفر بن محمد بن سهل بن شاكر الخرائطي (المتوفى : 327هـ)
- مكارم الأخلاق - المؤلف : سليمان بن أحمد بن أيوب بن مطير اللخمي الشامي، أبو القاسم الطبراني (المتوفى : 360هـ)